# Gannertshofen

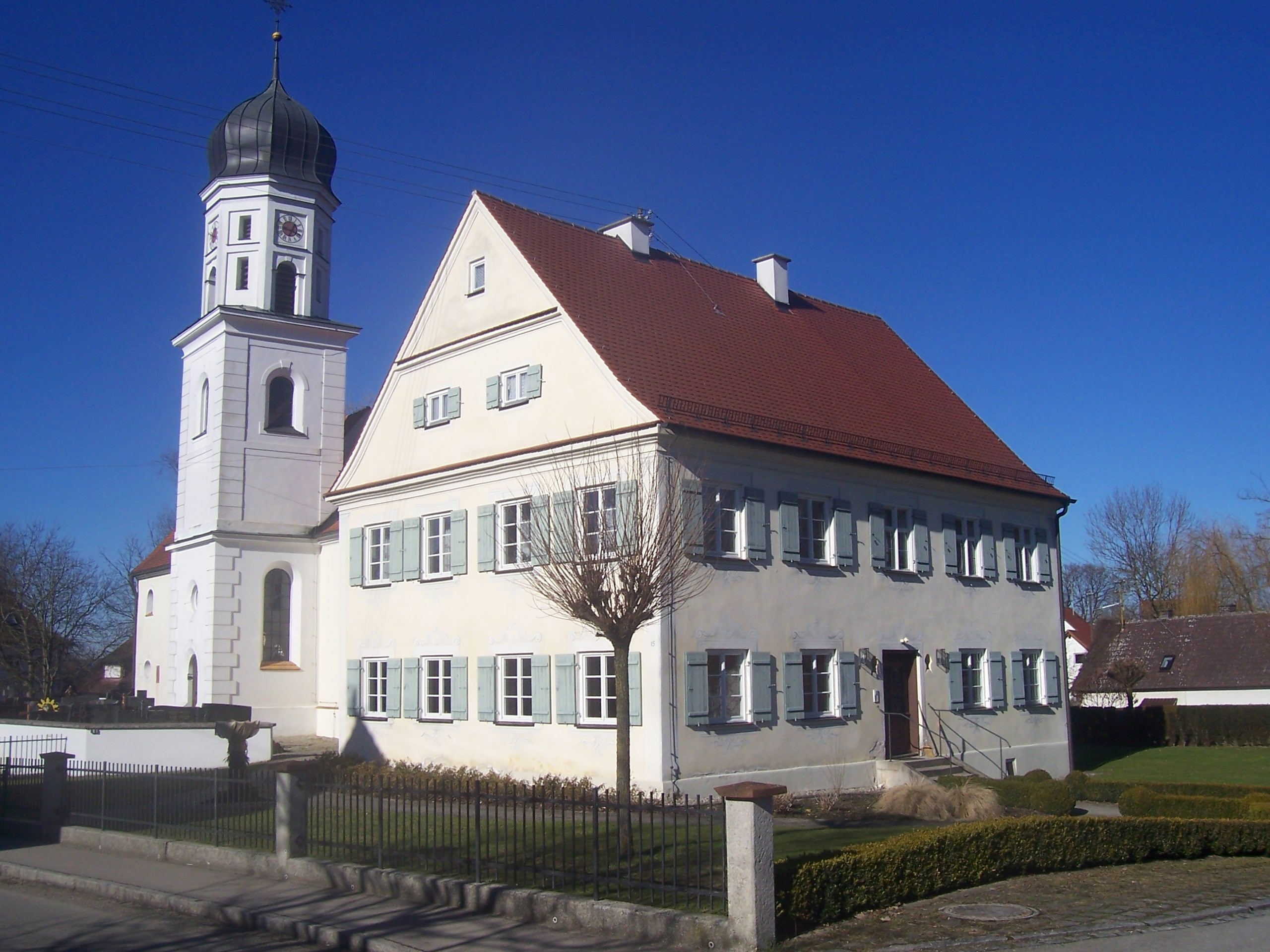
Kirche und Pfarrhaus

Gannertshofen ist ein Ortsteil des Marktes Buch im schwäbischen Landkreis Neu-Ulm.

## Geographie
Das Pfarrdorf Gannertshofen liegt rund vier Kilometer nördlich des Hauptortes im Tal und am östlichen Hang der Roth.

## Geschichte
Die auf „-hofen“ endenden Ortsnamen weisen auf eine frühe Besiedlung zur Zeit der alemannischen Landnahme hin.
Zunächst den Herren von Biberegg – Roggenburg gehörend, erfolgte nach deren Aussterben um 1160 ein Übergang an die Herren von Neuffen, die den nahen Ort Buch zu einem wichtigen Sitz ihrer neuen Herrschaft Weißenhorn ausbauten. Nach Heirat des Berthold II mit Juta von Marstetten erlangten die Neuffen den Titel eines Grafen von Marstetten. Beim Tode des letzten Neuffen 1342 fiel die Grafschaft Marstetten mit Hauptort Weißenhorn durch Erbschaft an die bayerischen Wittelsbacher. Diese verwalten jedoch die Herrschaft nicht selbst, sondern verpfändeten sie zunächst an die Grafen von Werdenberg, welche südlich des Bodensees erheblichen Grundbesitz hatten. 1356 erfolgte eine Weitergabe an Albrecht II. von Österreich, schließlich an die Herren von Ellerbach. Nach dem Frieden von Schärding 1369 konnte Bayern die verpfändete Herrschaft Weißenhorn zurückgewinnen, veräußerte sie aber umgehend, wiederum an die Werdenberger, sowie an die Herren von Rechberg. Im Jahr 1473 wurde die Verpfändung endgültig aufgelöst, so dass Ludwig IX. von Bayern-Landshut diesen Landstrich von nun an direkt verwaltete. Während der unmittelbaren Herrschaft der Wittelsbacher erfolgte der Zukauf der Grafschaft Kirchberg, sowie der Herrschaft Pfaffenhofen, womit sich das Territorium erheblich vergrößerte. Nach Vermittlung im Landshuter Erbfolgekrieg 1504/05 konfiszierte der Deutsche König Maximilian I. die nunmehr so genannte Herrschaft Kirchberg – Weißenhorn für das Reich, um sie 1507 an seinen Bankier Jakob Fugger zu verkaufen. Nach der Eingliederung in das bayerische Staatswesen 1805 behielten die Fugger lediglich das Recht, in Weißenhorn ein Patrimonialgericht zu unterhalten, welches bis 1848 bestand und in den folgenden vier Jahren durch ein königlich bayerisches Gericht abgelöst wurde. 1852 wurde Gannertshofen Teil der Gerichtsbarkeit Illertissen, wobei sich der Ort nach jahrhundertelangem Bezug zu Weißenhorn allmählich zu der emporstrebenden Marktgemeinde und nachfolgenden Kreisstadt orientierte. Diese Bezirksgerichte stellten die mittelbaren Vorläufer der späteren Landkreise dar.
Am 1. Mai 1978 wurde die bis dahin selbständige Gemeinde Gannertshofen in den Markt Buch eingegliedert.

## Sehenswürdigkeiten
Siehe auch: Liste der Baudenkmäler in Gannertshofen
- Katholische Pfarrkirche St. Mauritius. Im Kern gotisch, mehrfach umgebaut. Fresken von Franz Martin Kuen.
- Pfarrhaus aus dem 18. Jahrhundert.
- Starkbierfest am Tag der Arbeit (01. Mai).
- Vereins- und Pfarrfest am Vatertag.

## Eingetragene Ortsvereine
Gannertshofen verfügt über folgende, eingetragene Ortsvereine:
- Freiwillige Feuerwehr Gannertshofen e. V.
- Musikkapelle Gannertshofen e. V.
- Schützenverein Gannertshofen e. V.
- Sportfreunde Gannertshofen 1981 e. V.

## Verkehr
Gannertshofen liegt an der St2020 (Weißenhorn – Babenhausen), die Kreisstraße NU15 führt über Tiefenbach nach Bellenberg.

## Belege
1. ↑  Sarah Hadry: „Zur Geschichte Buchs und Umgebung“
2. ↑  Statistisches Bundesamt (Hrsg.): Historisches Gemeindeverzeichnis für die Bundesrepublik Deutschland. Namens-, Grenz- und Schlüsselnummernänderungen bei Gemeinden, Kreisen und Regierungsbezirken vom 27. 5. 1970 bis 31. 12. 1982. W. Kohlhammer GmbH, Stuttgart und Mainz 1983, ISBN 3-17-003263-1, S. 790.
3. ↑  Registerportal. Archiviert vom Original (nicht mehr online verfügbar) am 16. Dezember 2016; abgerufen am 12. Februar 2021.  Info: Der Archivlink wurde automatisch eingesetzt und noch nicht geprüft. Bitte prüfe Original- und Archivlink gemäß Anleitung und entferne dann diesen Hinweis.